# Ordem Suprema da Santíssima Anunciação
A Ordem Suprema da Santíssima Anunciação é a mais alta honraria da Casa de Savoia. A Ordem não é reconhecida pela República italiana. Todavia, tratando-se de uma ordem de origem familiar e antecedente à constituição do Reino de Itália, esta continua a ser conferida. No manual de heráldica européia a sua importância é comparada a da Ordem da Jarreteira.